# عجمان (اسم)
عجمان هو اسم علم مذكر من أصل عربي، ومعناه هو من العجمة وهو الإبهام، ومن في لسانه لكنة، وعجمان الكثير الخبرة.

## وصلات خارجية
- موسوعة السلطان قابوس لأسماء العرب نسخة محفوظة 5 أبريل 2019 على موقع واي باك مشين.